# Weneget
Weneget (auch Wenget, Wengit, Wenegit, Uneget, Unget, Unegit, Ungit) ist eine Göttin in der Mythologie des Alten Ägypten, die erstmals im Mittleren Reich bezeugt ist. 
Über ihr Wirken ist kaum etwas bekannt. Verehrt wurde sie in ihrem Tempel Per-Re (Haus des Re) und wird zudem in einer Aufzählung der Götter zwischen dem nördlichen Horus und der Neunheit von Heliopolis genannt. 